# تپه‌سویو (اردهان)
تپه‌سویو (به ترکی استانبولی: Tepesuyu، به گرجی: გურჯიბეგი) یک منطقهٔ مسکونی در ترکیه است که در اردهان واقع شده‌است.